# Атаман Кодр
«Атаман Кодр» — советский художественный фильм, созданный режиссёрами Михаилом Каликом, Борисом Рыцаревым и Ольгой Улицкой на киностудии «Молдова-фильм» в 1958 году.

## Сюжет
Действие картины происходит в 40-х годах XIX века в Молдавии. Беглый конюх Тодор Тобулток вместе со своей возлюбленной Юстинией укрывается от барского гнева, вызванного безответными домогательствами пана Юстинии, в Кодрах. Там он с товарищами создаёт отряд гайдуков, занимающихся грабежом богатых помещиков и помощью бедным людям. За поимку атамана местными властями назначается огромное вознаграждение. В результате предательства одного из гайдуков, также влюбленного в Юстинию, Тодора удается схватить. На этот раз снова на помощь приходит штабс-капитан Василий Богдескул, при непосредственном участии которого Тодор первоначально скрылся в лесах. Богдескул арестован за государственную измену, а атаман вернулся к любимой и к своим товарищам. Но теперь на них объявлена настоящая охота.

## В ролях
- Лев Поляков — Тодор Тобулток
- Инна Кмит — Юстиния
- Александр Ширвиндт — Василий Богдескул
- Микаэла Дроздовская — Наташа
- Артур Нищёнкин — Алекса, гайдук
- Анатолий Ларионов — пан Григорий Леликовский
- Пётр Репнин  — губернатор Фёдоров
- Иосиф Левяну — крестьянин-бедняк

## Съёмочная группа
- Авторы сценария: Семён Молдован, Олег Павловский
- Режиссёры: Михаил Калик, Борис Рыцарев, Ольга Улицкая
- Оператор: Вадим Дербенёв
- Художник: Антон Матер
- Композитор: Давид Федов
- Монтажер: Ксения Блинова

## Награды
- 1959 — Первая премия оператору Вадиму Дербенёву за изобразительное решение фильма на Всесоюзном кинофестивале в Киеве. На том же фестивале за музыку к фильму композитор Давид Федов удостоен второй премии.

## Культурное влияние
Писатель Николай Шмагин в своём романе «Дорога в Алатырь» описывает мальчишеский восторг после увиденного фильма.